# El amor (canción de Ricardo Arjona)
«El amor» es una canción pop del cantante guatemalteco Ricardo Arjona, lanzada el 23 de agosto de 2011 como el primer sencillo de su decimotercer álbum de estudio, Independiente (2011). La canción fue compuesta y producida por Arjona junto con la colaboración Dan Warner y Lee Levin (bajo su nombre artístico Los Gringos), con trabajo adicional de producción del cantautor puertorriqueño Tommy Torres. «El amor» es el primer sencillo lanzado por Arjona bajo su nuevo sello discográfico, Metamorfosis.
Arjona escribió el texto de la canción en un intento de mostrar los diferentes lados del amor, explicando que «tantas cosas buenas sobre el amor se ha demostrado, que alguien tenía que darle la vuelta y decir las malas». La canción se convirtió en el cuarto sencillo de Arjona en alcanzar el número uno en el Billboard Top Latin Songs, y el séptimo en hacerlo en el Latin Pop Songs. También se convirtió en su primera canción en alcanzar la primera posición en la lista Tropical Songs, mejorando su máximo anterior de número dos, casi doce años antes. «El amor» también encabezó varias listas nacionales en América Latina.
Se lanzó un vídeo musical de «El amor» en septiembre de 2011. Fue dirigido por Ricardo Calderón y filmado en blanco y negro. El clip muestra a Arjona cantando mientras se celebra una boda dentro de una capilla. «El amor» fue interpretado por Arjona como parte de un programa de televisión transmitido por Televisa, que incluyó a invitados como Gaby Moreno, Ricky Muñoz (de la banda mexicana Intocable) y Paquita la del Barrio. También fue incluido en la lista que figura en su actual gira, el Tour Metamorfosis.
La canción contó con una versión urbana, siendo una remezcla con la colaboración de O'Neill.

## Composición

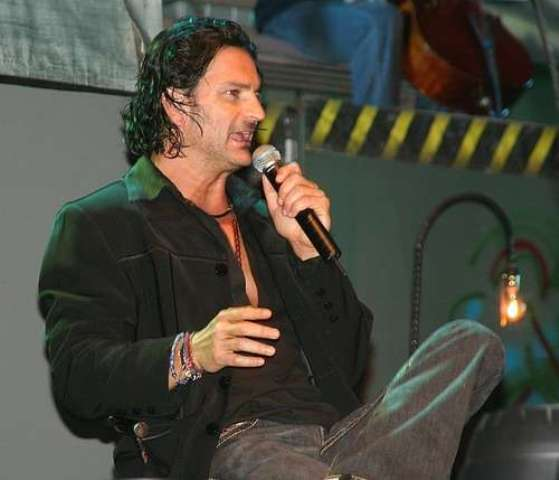
«El amor» fue escrito por Arjona en un intento de mostrar todos los lados del amor.

«El amor» es una balada escrita por Arjona y producida por él mismo junto a sus viejos colaboradores Dan Warner, Lee Levin y Tommy Torres. La grabación fue realizada por Torres, junto a Carlos "Junior" Cabral, Isaías García, Jerald Romero y Dan Rudin. Es la primera canción producida por Arjona y Torres juntos desde 5to Piso («Como duele») en el año 2008. El primer sencillo de Poquita ropa, «Puente» (2010), fue producido por Arjona y Dan Warner. Torres también proporcionó coros en la canción.
«El amor» fue escrito por Arjona en un intento de mostrar todos los lados de amor. Como dijo el cantante, «En 'El amor' se han expuesto tantas cosas buenas, que alguien tenía que darle la vuelta y mencionar también sus partes ingratas». El desarrollo de «El amor» fue motivado por la idea de Arjona de mostrar «ese montón de acontecimientos oscuros paralelos al amor que nadie destaca», añadiendo que «sus partes oscuras son realmente algo fundamental para entender su gran valor».
En una entrevista en febrero de 2012, el cantante declaró que «El amor» era la canción «más cursi» que había lanzado a lo largo de su carrera. Añadió que el hecho de que hayan elegido la canción era una «contradicción», porque no era «la canción que mejor puede representar todo el álbum.» Asimismo, añadió que la canción era «bastante fuerte» y «un poquito oscuro». La canción marca el regreso al sonido característico y más convencional de Arjona, después del sonido multigenérico y político de «Puente», el primer sencillo de Poquita ropa, que no logró tener impacto en los Estados Unidos y sólo alcanzó el puesto 36 en Latin Pop Songs.

## Posicionamiento en listas
En los Estados Unidos, «El amor» se convirtió en el primer sencillo de Arjona que alcanzó el top 10 en el Billboard Top Latin Songs desde «Sin ti... sin mi» en 2008, y el primero en aparecer en esta lista desde «Tocando fondo» en 2009. La canción también restauró el éxito de Arjona después de la era de Poquita ropa, en la que ninguno de los tres sencillos del álbum tuvo gran éxito y finalmente sólo uno apareció en una lista estadounidense. «El amor» finalmente llegó a la posición número uno en la lista, convirtiéndose en su cuarto número uno, y el primero en hacerlo desde «El problema» diez años antes. En la lista Billboard Latin Pop Songs «El amor» se convirtió en la séptima canción de Arjona en alcanzar el primer lugar de la lista, y la primera en hacerlo desde «Como duele» en 2008. Además, «El amor» se convirtió en su primera canción en alcanzar el puesto número uno en la lista Tropical Songs, rompiendo su récord anterior realizado con «Cuando», que alcanzó el número dos doce años antes, en 2000. En Venezuela, «El amor» alcanzó un pico de número cinco. También alcanzó el número seis en México. La canción también se convirtió en un éxito en el resto de América Latina, alcanzando el número uno en Argentina, Colombia, Chile, Costa Rica, Panamá y Guatemala. En las listas de Billboard de fin de año 2011, «El amor» terminó en el número 73 en el Top Latin Songs. La canción también terminó dentro de las cincuenta mejores canciones del Latin Pop Songs y Tropical Songs, apareciendo en el número 41 y número 44, respectivamente.

## Vídeo musical
Ricardo Arjona lanzó el vídeo musical de «El amor» el 8 de septiembre de 2011. El vídeo debutó primero en la web oficial de Arjona, y luego fue enviado a los canales de música de los Estados Unidos y América Latina. El clip fue filmado en la Ciudad de México enteramente en blanco y negro. El vídeo musical fue dirigido por Ricardo Calderón, quien también dirigió el vídeo musical de "Como duele", en 2008. Calderón también produjo el vídeo, así como el desarrollo de la historia y el diseño. Antes de lanzar el vídeo, el cantante realizó un concurso en su sitio web que consistía en subir vídeos de YouTube relacionados con la canción, y el ganador recibió un viaje a Argentina para conocer al cantante.
El clip comienza con una novia en una limusina dirigiéndose a la capilla en la que está a punto de casarse. Mientras ella se muestra caminando hacia el interior de la capilla, Arjona empieza a cantar mientras los invitados se sientan en las sillas de la capilla. Entonces, la novia se muestra de nuevo junto al novio en el altar, listo para hacer los votos, mientras que la capilla se llena con los invitados. A continuación, escenas de Arjona tocando el piano y cantando junto con escenas de la ceremonia son interpoladas, mostrando el comportamiento de los invitados. Más tarde, los invitados se muestran involucrados en discusiones y peleas mientras Arjona se mantiene cantando el coro y los versos de la canción. A medida que los combates entre los invitados aumenta, el novio rechaza a la novia y ella, aturdida, escapa de la capilla. A continuación, se muestra que todo era una ilusión de la novia, y aparecen los recién casados saliendo de la capilla. Hasta el 7 de enero de 2019, el vídeo ha llegado a más de 143 millones de visitas en YouTube.

## Créditos
Estos créditos son tomados del librito de Independiente.
- Ricardo Arjona - coro
- Dan Warner - bajo, guitarra, técnico de grabación
- Lee Levin - batería, percusión, técnico de grabación
- Matt Rollings - piano, Hammond B3, técnico de grabación
- Tommy Torres - coro, técnico de grabación
- Chris MacDonald - arreglo, dirección
- Pamela Sixfin - violín
- David Angell - violín, viola
- Connie Ellisor - violín
- Mary Katherine VanOsdale - violín
- Karen Winkelmann - violín
- Carolyn Bailey - violín
- Erin Hall - violín
- Zeneba Bowers - violín
- Cornelia Heard - violín
- James Grosjean - viola
- Elizabeth Cordero - viola
- Anthony LaMarchina - chelo
- Julia Tanner - chelo
- Craig Nelson - bajo
- Carlos "Junior" Cabral - Grabación de ingeniería
- Isaías García - ingeniería de grabación
- Jerald Romero - ingeniería de grabación
- Dan Rudin - ingeniería de grabación
- David Thoener - mezcla

## Listas

### Listas semanales
| Lista (2012)                         | Máxima posición |
| ------------------------------------ | --------------- |
| Estados Unidos (Hot Latin Songs)     | 1               |
| Estados Unidos (Latin Pop Airplay)   | 1               |
| Estados Unidos (Tropical Airplay)    | 1               |
| México (Billboard International)     | 7               |
| México (Monitor Latino)              | 6               |
| Venezuela Top Latino (Record Report) | 5               |

### Listas anuales
| Lista (2011)                       | Máxima posición |
| ---------------------------------- | --------------- |
| Latin Songs EE. UU.(Billboard)     | 73              |
| Latin Pop Songs EE. UU.(Billboard) | 41              |
| Tropical Songs EE. UU.(Billboard)  | 44              |